# Manuela Carona
Maria Manuela Torres Carona Mendes Correia (Porto, 30 de dezembro de 1947) é uma actriz portuguesa.

## Família
Filha de Alexandre Luís Carona (Porto, Campanhã, 28 de Novembro de 1909 - Matosinhos, Matosinhos, Casa de Monserrate, 4 de Novembro de 1971) e de sua mulher (Matosinhos, Matosinhos, Capela da Casa de Monserrate, 18 de Maio de 1945) Maria Eduarda Forbes Torres (Matosinhos, Matosinhos, 13 de Janeiro de 1918 - Matosinhos, Matosinhos, Casa de Monserrate, 31 de Março de 2008), tetraneta do Barão de Taquari.

## Biografia
Em televisão participou nas séries Gente Fina é Outra Coisa (1982), Lá em Casa Tudo Bem (1987), Sozinhos em Casa (1994), Nico D'Obra (1995), Camilo e Filho (1995), Os Imparáveis (1996), Polícias (1996), Médico de Família (1997), Ballet Rose (1997), Bom Baião (1998), Jornalistas (1999), A Loja de Camilo (1999), Crianças S.O.S (2000), Super Pai (2000) e Cuidado Com as Aparências, (2001).
Participou nas novelas Chuva na Areia (1984), Ricardina e Marta (1989), Desencontros (1994/1995), A Grande Aposta (1997), A Lenda da Garça (1999), Ajuste de Contas (2000) e Anjo Selvagem (2001).

## Casamento e descendência
Casou em Lisboa a 25 de Março de 1972 com Joaquim Manuel Barata Mendes Correia, filho de Joaquim José Rodrigues Mendes Correia e de sua mulher Maria Antonina de Campos Pereira Alves Barata, o qual foi morto em combate durante a Guerra Colonial em Bissau, na Guiné, a 19 de Março de 1974, e de quem teve, antes de casar, a sua única filha, Maria Manuela Carona Mendes Correia (Lisboa, 29 de Abril de 1971)., que se casou com Luis Pedro e Sousa da Silva Cabral (21 de Maio de 1969), e juntos tiveram as suas filhas: Sofia Cabral (de outro casamento de Luís), Rosa Carona Cabral (5 de Outubro de 2007) e Salomé Carona Cabral (5 de Novembro de 2010), da união de Luís e Maria. 

## Televisão
- Actriz convidada em Gente Fina É Outra Coisa, RTP 1982 'Anna'
- Elenco adicional em Chuva na Areia, RTP 1984 'Paloma'
- Participação na série Lá em Casa Tudo Bem, RTP 1987 'enfermeira'
- Participação na série Cobardias, RTP 1987
- Actriz convidada em A Tribo dos Penas Brancas, RTP 1987 'Júlia'
- Participação em episódios do programa infantil Boa Noite, RTP 1988
- Elenco fixo, em Ricardina e Marta, RTP 1989 'Honorata'
- Participação no programa Lusitânia Expresso, RTP 1989
- Elenco fixo, em Telhados de Vidro TVI 1992/1993 'Pilar Silva Melo'
- Actriz convidada em Sozinhos em Casa, RTP 1994 'Deolinda'
- Actriz convidada em Desculpem Qualquer Coisinha, RTP 1994
- Actriz convidada em Trapos e Companhia, TVI 1994
- Elenco adicional, em Desencontros, RTP 1994/1995 'Carolina'
- Actriz convidada, Leonor em Camilo & Filho Lda., SIC 1995
- Actriz convidada em Queridas e Maduras, RTP 1995
- Actriz convidada em vários episódios de Nico D'Obra, RTP 1995/1996 'Mariana/Juvenália/Vizinha'
- Participação em Filhos do Vento, RTP 1996 'Olívia
- Elenco fixo, em Os Imparáveis, RTP 1996/1997 'Noémia Miranda'
- Actriz convidada em Lelé e Zequinha, RTP 1996 'criada'
- Actriz convidada em Polícias, RTP 1996/1997 'prostituta
- Elenco adicional, em A Grande Aposta, RTP 1997 'Kiki'
- Elenco fixo, em Ballet Rose, RTP 1997 'Alda'
- Actriz convidada em Nós os Ricos, RTP 1998 'Irina'
- Actriz convidada em Médico de Família (série), SIC 1998 'Alícia'
- Participação em Bom Baião, SIC 1998
- Actriz convidada em As Lições do Tonecas, RTP 1999 'professora'
- Actriz convidada em Jornalistas, SIC 1999 'Ester'
- Elenco fixo, em A Lenda da Garça, RTP 1999 'Teresa Dantas'
- Actriz convidada, Belinha em A Loja de Camilo, SIC 1999
- Actriz convidada em Crianças S.O.S, TVI 2000 'Berta'
- Participação na novela Ajuste de Contas, RTP 2000 'paciente de clínica'
- Actriz convidada em Patilhas e Ventoinha, RTP 2000 'Arquiduquesa'
- Elenco fixo, em Super Pai, TVI 2000/2001 'Delfina'
- Actriz convidada na sitcom Cuidado Com As Aparências, SIC 2000/2001
- Actriz convidada em Bora Lá Marina, TVI 2001
- Elenco fixo, em Anjo Selvagem, TVI 2001/2002 'Helena Brandão Salgado'

## Cinema
- telefilme francês BRIGAD: La secte des lunes, (2000)
- longa metragem Mal, de Alberto Seixas Santos (1999)
- longa metragem Inês de Portugal, de José Carlos de Oliveira (1996)
- longa metragem O Fio do Horizonte, de Fernando Lopes (1993)
- telefilme francês Piège, de Jorge Marecos Duarte (1993)
- longa metragem Vertigem, de Leandro Ferreira (1991)
- telefilme francês Le tueur du zodiaque, (1991)
- longa metragem Solo de Violino, de Monique Rutler (1990)
- telefilme francês L'assassin s'il vous plait, de Bernard Villiot (1990)
- longa metragem Luísa e os Outros, de Alfredo Tropa (1989)
- telefilme francês Chateaubriand (1989)
- longa metragem Repórter X, de José Nascimento (1986)
- longa metragem Jogo de Mão, de Monique Rutler (1983)